# Ганс Фаллада
Ганс Фаллада (нім. Hans Fallada, справжнє ім'я Rudolf Ditzen — Рудольф Дітцен; 21 липня 1893, Грайфсвальд — 5 лютого 1947, Берлін) — німецький письменник, автор реалістичних романів.

## Біографія
Рудольф Дітцен народився 21 липня 1893 в північно-німецькому місті Грайфсвальд, в бюргерській сім'ї. У 1899 р. сім'я переїхала в Берлін, в 1909 р. — в Лейпциг. У молодості був членом товариства «Перелітна птаха» (нім. Wandervogel). У віці 18 років перебрався в м. Рудольштадт, де став вчитися в гімназії. Разом з другом Гансом Дітріхом фон Неккером намагався скоїти подвійне самогубство. Фон Неккер загинув, Рудольфа звинуватили у вбивстві і помістили в психіатричну клініку.

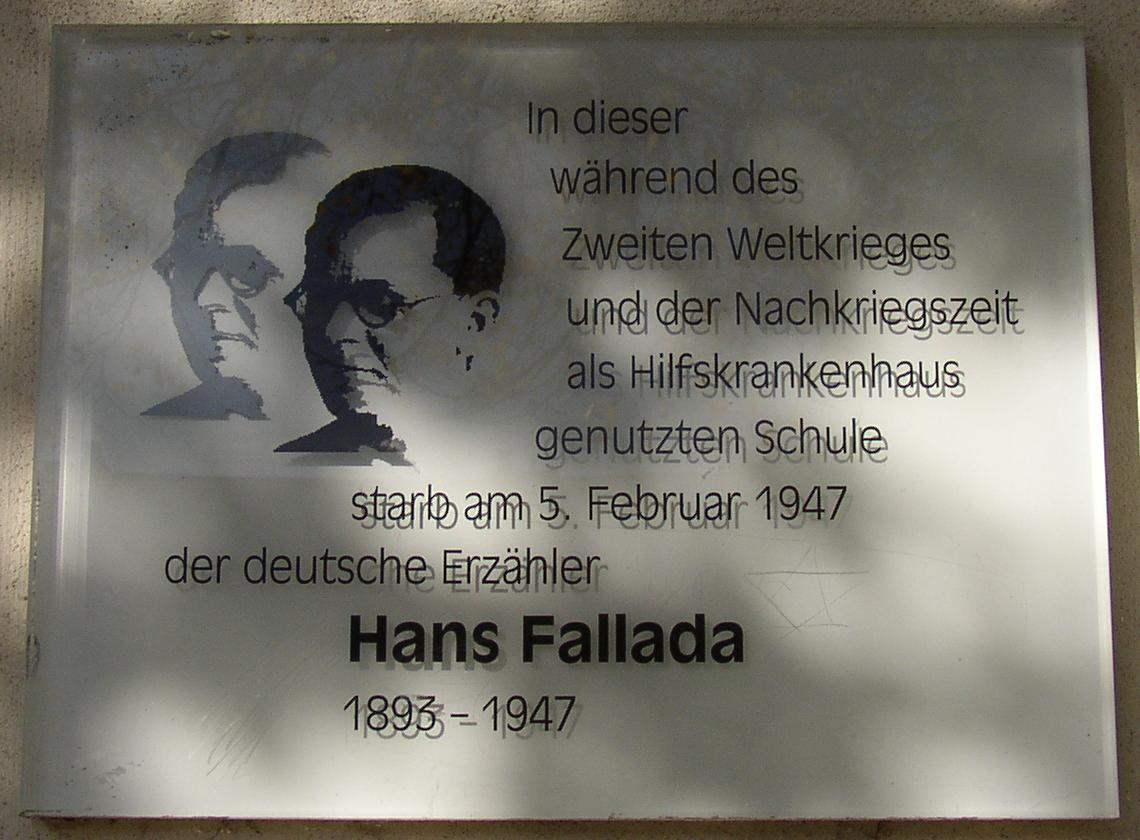
Меморіальна дошка на будинку в берлінському районі Нідершенхаузен, де помер Ганс Фаллада

У 1929 р. письменник одружується з Ганною Іссель. У 1931 р. до нього приходить письменницький успіх — опублікований його роман «Селяни, бонзи і бомби». Міжнародну популярність письменникові приніс його роман про маленьку людину «Маленька людино, що ж далі?»(нім. Kleiner Mann - was nun?) 1932 р.
У 1944 р. шлюб Фаллади став руйнуватися. Під час сварки письменник стріляє в дружину, і його звинувачують у спробі вбивства.
Письменник помер 5 лютого 1947 року в Берліні.

## Твори
- Der junge Goedeschal 1920
- «Антон і Герда» (Anton und Gerda) 1923
- «Селяни, бонзи і бомби» (Bauern, Bonzen und Bomben) 1931
- «Що ж далі, маленька людино?» (Kleiner Mann — was nun?) 1932
- «Хто одного разу покуштував тюремної юшки» (Wer einmal aus dem Blechnapf frißt) 1932
- «У нас колись була дитина» (Wir hatten mal ein Kind) 1934
- Märchen vom Stadtschreiber, der aufs Land flog1935
- «Старе серце вирушає в подорож» (Altes Herz geht auf die Reise) 1936
- Hoppelpoppel — wo bist du?, Kindergeschichten, 1936
- «Вовк серед вовків» (Wolf unter Wölfen) 1937
- Geschichten aus der Murkelei, Märchen1938
- «Залізний Густав» (Der eiserne Gustav) 1938
- Kleiner Mann — großer Mann, alles vertauscht1939
- Süßmilch spricht. Ein Abenteuer von Murr und Maxe, Erzählung 1939
- Der ungeliebte Mann1940
- «Пригода Вернера Квабса» (Das Abenteuer des Werner Quabs) 1941
- «У нас вдома в далекі часи» (Damals bei uns daheim), спогади 1942
- «Сьогодні у нас вдома» (Heute bei uns zu Haus), спогади 1943
- «Кожен помирає поодинці» (Jeder stirbt für sich allein) 1947
- Der Alpdruck1947
- «П'яниця» (Der Trinker) 1950
- «Людина хоче нагору» (Ein Mann will nach oben) 1953
- «За годину перед сном» (Die Stunde, eh'du schlafen gehst) 1954
- Junger Herr — ganz groß1965